# 오에촌 (시마네현)
오에촌(大家村)은 시마네현 니마군에 있던 촌이다. 현재의 오다시에 해당한다.

## 역사
- 1889년 4월 1일 - 정촌제 시행에 의해 니마군 오에촌이 성립하였다.
- 1947년 11월 15일 - 야시로촌과 합병해 오시로촌이 신설하여 폐지되었다.

## 참고문헌
- 角川日本地名大辞典 32 島根県
- 『市町村名変遷辞典』東京堂出版、1990年。